# Панфилов, Пётр Фёдорович
Пётр Фёдорович Панфилов — советский хозяйственный, государственный и политический деятель, Герой Социалистического Труда.

## Биография
Родился в 1929 году на территории Сталинградского округа Нижне-Волжского края. Член КПСС.
С 1950 года — на хозяйственной, общественной и политической работе. В 1950—1989 гг. — партийный работник в Сталинградской области, заместитель заведующего отделом Сталинградского/Волгоградского областного комитета КПСС, первый секретарь Клетского райкома КПСС, заведующий областным отделом социального обеспечения, заместитель председателя Волгоградской областной организации общества инвалидов.
Указом Президиума Верховного Совета СССР от 7 декабря 1973 года присвоено звание Героя Социалистического Труда с вручением ордена Ленина и золотой медали «Серп и Молот».
Делегат XXV съезда КПСС.
Умер в Волгограде в 1999 году.